# Feu de recul

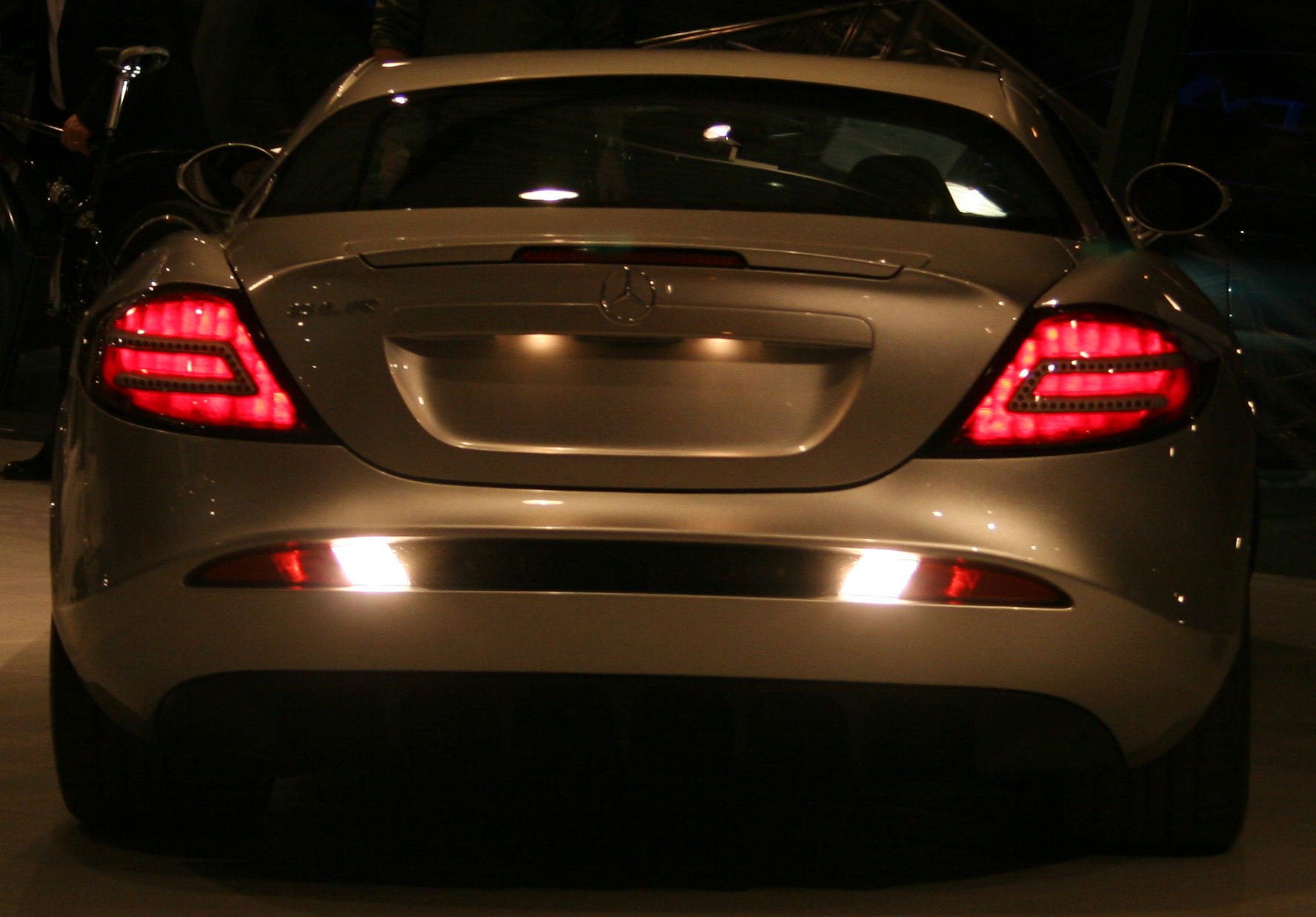
Feu de recul sur une Mercedes-Benz SLR McLaren.

Le feu de recul signale le recul du véhicule. Placé à l'arrière, il émet une lumière blanche non éblouissante. Il peut y en avoir un ou deux. S'il n'y en a qu'un, il est placé à droite.

## Réglementation française
En France, l'article R313-15 du code de la route n'impose pas la présence de ces feux mais indique simplement que les véhicules à moteur autres que 2 roues peuvent être équipés d'un ou deux feux de recul.
L'allumage de ces feux ne doit pouvoir avoir lieu que lorsque la boîte de vitesses est en position « marche arrière ».